# Józef Maciejewski (architekt)

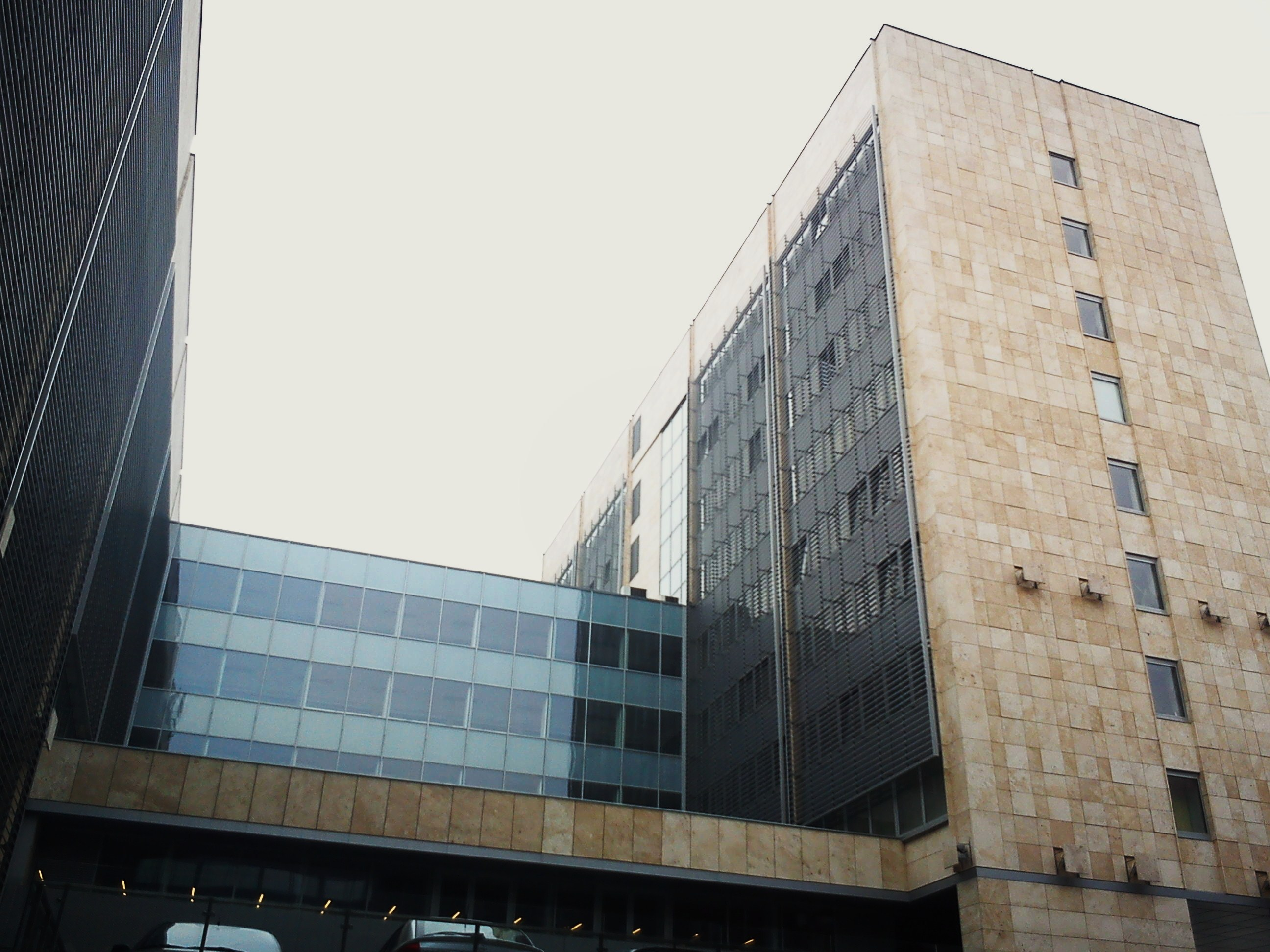
Urząd Wojewódzki w Poznaniu (1969)

Józef Maciejewski (ur. 18 marca 1926 w Poznaniu, zm. 23 lutego 2000) – polski architekt doby modernizmu, związany przede wszystkim z Poznaniem.

## Życiorys
Ukończył w 1954 Wydział Architektury Akademii Górniczo-Hutniczej w Krakowie.
Był członkiem SARP O. Poznań, przewodniczącym OKR (1965–1967), wiceprezesem ZO SARP (1967–1969) oraz projektantem w Biurze Projektów Budownictwa Przemysłowego w Poznaniu.
Do dzieł architekta należą:
- budynek Urzędu Wojewódzkiego w Poznaniu (wraz z Jerzym Buszkiewiczem) – 1969,
- hotel Polonez w Poznaniu (w zespole m.in. z Jerzym Liśniewiczem) – 1974,
- hotel Poznań tamże (w zespole m.in. z Jerzym Liśniewiczem) – 1978[1].

Za dwa ostatnie projekty otrzymał nagrody I stopnia, a za projekt wnętrz hotelu Polonez również nagrodę Ministra Kultury i Sztuki. W 1963 otrzymał Srebrną Odznakę SARP. 
Pochowany w dniu 29 lutego 2000 na cmentarzu Junikowskim (pole 4 kwatera 2-B-3).

## Upamiętnienie
W maju 2015 w holu gmachu przy al. Niepodległości w Poznaniu odsłonięto tablicę pamiątkową poświęconą Jerzemu Buszkiewiczowi oraz Józefowi Maciejewskiemu - autorom projektu budowy Wielkopolskiego Urzędu Wojewódzkiego.